# Écrits corsaires

Écrits corsaires  (en italien : Scritti corsari) est un recueil d'articles que Pier Paolo Pasolini a publiés entre 1973 et 1975 dans les colonnes des journaux italiens Corriere della Sera, Tempo illustrato, Il Mondo, Nuova generazione et Paese Sera. Ce recueil inclut une section de documents annexes rédigés par divers auteurs.
La société italienne constitue le thème central des Écrits corsaires avec ses problèmes, ses maux et ses angoisses, abordant entre autres les thèmes sociaux de l'avortement et du divorce.

## Index chronologique

### 1973
- 7 janvier, « Il discorso  » dei capelli - sur le Corriere della sera - titre : « Contro i capelli lunghi ».
- 17 mai, Analisi linguistica di uno slogan - sur le Corriere della sera - titre : « Il folle slogan dei jeans Jesus ».
- 15 juillet, La prima, vera rivoluzione di destra - sur le Tempo illustrato - titre : « Pasolini giudica i temi di italiano ».
- 9 décembre, Acculturazione e acculturazione - sur le Corriere della sera - titre : « Sfida ai dirigenti della televisione ».

### 1974
- mars, Gli intellettuali del '68: « manicheismo e ortodossia delle rivoluzione dell'indomani » - sur le Il dramma pour une enquête sur les interventions politiques des intellectuels.
- 28 marzo, Previsione della vittoria al « referendum » - sur Il mondo.
- mars, Altra previsione della vittoria al « referendum »  - sur Nuova generazione.
- mars, Vuoto di carità, vuoto di Cultura: un linguaggio senza origini - Préface d'un recueil de la Sacra Rota, de Francesco Perego
- 10 juin, Studio della rivoluzione antropologica in Italia, sur le Corriere della sera - titre : « Gli italiani non sono più quelli ».
- 24 juin, Il vero fascismo e quindi il vero antifascismo - sur le Corriere della sera - titre : « Il Potere senza volto ».
- 8 juillet, Limitatezza della storia e immensità del mondo contadino - sur Paese sera - titre : « Lettera aperta a Italo Calvino: P.: quello che rimpiango ».
- 11 juillet, Ampliamento del « bozzetto » sulla rivoluzione antropologica in Italia - sur Il Mondo, entrevue par Guido Vergani.
- 16 juillet,  Il fascismo degli antifascisti - sur le Corriere della sera - titre : «  Apriamo un dibattito sul caso Pannella ».
- 26 juillet, In che senso parlare di una sconfitta del PCI al « referendum » - sur le Corriere della sera - titre : « Abrogare P.».
- 22 septembre, Lo storico discorsetto di Castel Gandolfo - sur le Corriere della sera - titre : « I dilemmi di un Papa, oggi ».
- 6 octobre, Nuove prospettive storiche: la Chiesa è inutile al potere - sur le Corriere della sera - titre : « Chiesa e potere ».
- 14 novembre, Il romanzo delle stragi - sur le Corriere della sera - titre : « Che cos'è questo golpe? ».

### 1975
- 25 janvier, L'ignoranza vaticana come paradigma dell'ignoranza della borghesia italiana - sur Epoca pour une enquête sur la Démocratie Chrétienne italienne et les intellectuels.
- 19 janvier, Il coito, l'aborto, la falsa tolleranza del potere, il conformismo dei progressisti - sur le Corriere della sera - titre :« Sono contro l'aborto ».
- 30 janvier, Sacer - sur Corriere della sera - titre : « Pasolini replica sull'aborto ».
- 25 janvier, Thalassa - sur Paese Sera - titre : « Una lettera di P.: opinioni sull'aborto ».
- février, Cani - inédit.
- 1er mars, Cuore - sur Corriere della sera - titre : « Non avere paura di avere un cuore ».
- 1er février, L'articolo delle lucciole - sur Corriere della sera - titre : « Il vuoto del potere in Italia ».
- 18 février, I Nixon italiani - sur Corriere della sera - titre : « Gli insostituibili Nixon italiani ».

## Documents joints
- Sandro Penna: Un po' di febbre
- Don Lorenzo Milani: Lettere alla mamma, ou encore Lettere di un prete cattolico alla madre ebrea
- Pour l'éditeur Rusconi
- Andrea Valcarenghi (it): Underground: a pugno chiuso
- Esperienza di una ricerca sulle tossicomanie giovanili in Italia, par Luigi Cancrini (it)
- I due compagni de Giovanni Comisso
- Sviluppo e progresso
- Io faccio il poeta de Ignazio Buttitta
- Ebreo-tedesco
- Gli uomini colti e la cultura popolare
- La Chiesa, i peni e le vagine
- Il carcere e la fraternità dell'amore omosessuale
- Gli omosessuali de M. Daniel et A. Baudry
- Avventure di guerra e di pace de Francesco De Gaetano
- Letteratura e classi subalterne de Ferdinando Camon
- Contro l'ufficialità della storia: testimoni inclassificabili
- Il genocidio
- Fascista
- Colpo di testa del capro espiatorio
- Frammento
- Le cose divine

## Éditions
- Pasolini, Scritti corsari. Gli interventi più discussi di un testimone provocatorio, Collana Memorie documenti, Garzanti, Milan, 1re édition 1975-1976  (ISBN 978-88-11-69705-3)
- id., Collana opere di Pier Paolo Pasolini, Garzanti, Milan, 1977
- id., Préface de Alfonso Berardinelli, Collana Gli Elefanti, Garzanti, Milan, 2001
- id., Collana Nuova Biblioteca, Garzanti, Milan, 2007  (ISBN 978-88-11-68343-8)
- id., Collana Novecento, Garzanti, Milan, 2008  (ISBN 978-88-11-69705-3)
- id., Collana Gli Elefanti.Saggi, Garzanti, Milan, 1997-2014  (ISBN 978-88-11-68837-2)
- id., Écrits corsaires, Paris, Flammarion (Champs arts),traduit de l'italien par Philippe Guilhon, préfaces d'Alberto Moravia, Aldo Tortorella, Philippe Gavi et Robert Maggiori, 2009, 282 p.  (ISBN 978-2-0812-2662-3); réédition précédé d'un entretien inédit avec René de Ceccatty, 2018, 301 p.  (ISBN 978-2-0814-2234-6);